# Powierzchnia zrównania
Powierzchnia zrównania – płaska lub falista powierzchnia utworzona wskutek długotrwałej denudacji, na obszarach generalnego spokoju tektonicznego. W jej obrębie występują tylko pojedyncze wzniesienia typu ostanców, monadnoków, często o charakterze gór wyspowych.
Zrównania nawiązują do bazy denudacyjnej (bazy erozyjnej). Powierzchnie te mogą być zgodne lub niezgodne, całkowite lub niecałkowite.
W zależności od sposobu powstawania wyróżnia się penepleny, pedypleny i inne. Rozległe powierzchnie zrównania dominują w Afryce.
Nie uważa się za powierzchnię zrównania obszarów, których płaskość jest wynikiem równomiernego osadzenia się materiału skalnego, wówczas mówimy o równinie akumulacyjnej.